# Coercizione
Una coercizione (dal latino coercitio) è l'attività volta al condizionamento della volontà altrui: può avvenire mediante violenza, minaccia o, generalmente, implicando l'uso della forza con l'intimidazione o la deterrenza derivante dall'esercizio di un potere.

## Diritto

### Nel diritto penale
La coercizione sulla persona dei consociati è necessariamente monopolio dello Stato, in quanto è fatto assolutamente divieto di autotutela al singolo, e - in uno Stato di diritto - è sottoposta a riserva di giurisdizione.

### Nel diritto civile
La tutela coercitiva è prevista dal diritto civile al fine di ottenere un bene o una prestazione da parte di un soggetto che ne è obbligato dalla legge. La tipologia seguente è esemplificativa:
- Espropriazione: è il rimedio coercitivo per eccellenza, un'esecuzione forzata diretta. In questo caso il creditore, per ottenere quanto gli è dovuto in virtù di un credito, fa espropriare dall'organo giudiziario beni del debitore in modo che possano essere venduti all'asta e possa ottenere da quanto venduto ciò che gli spetta.
- Esecuzione coattiva di obblighi (Esecuzione forzata in forma specifica): ottenibile con domanda di coazione all'adempimento.
- Coercizione indiretta: costrizione effettuata con sanzioni o minacce afflittive al debitore in modo che adempia spontaneamente.

## Sociologia politica
Quando occorre esercitare un'influenza o un'azione per raggiungere un obiettivo, la coercizione si "colora" secondo il fine cui tende: in politologia, la forza è l'utilizzo della coercizione che risponde ad un fine legittimo - e, pertanto, può essere usato responsabilmente (se rispetta le regole a cui è sottoposta la legittimazione del relativo potere) - mentre la violenza rappresenta l'uso ingiustificato o abusivo dei metodi coercitivi. 
Nella filosofia politica, il monopolio sulla violenza o il monopolio sull’uso legale della forza è proprietà di un sistema politico che è l’unica entità nella sua giurisdizione ad usare legittimamente la forza, e quindi l’autorità suprema di quell’area. Max Weber infatti definisce lo Stato moderno come "un'istituzione che detiene il monopolio legittimo dell'uso della forza fisica entro un determinato territorio". La legittimità dell'uso di metodi coercitivi, da parte dello Stato, discende dal fatto che esso è regolato da norme accettate socialmente: ciò per Weber non elimina il fatto che lo Stato eserciti una sorta di violenza istituzionalizzata per mantenere l'ordine, far rispettare le leggi e proteggere il proprio potere.
Weber afferma che lo Stato è "l'unica Gemeinschaft umana che rivendica il monopolio sull'uso legittimo della forza fisica. In quanto tale, gli Stati possono ricorrere a mezzi coercitivi come l'incarcerazione, l'esproprio, l'umiliazione e le minacce di morte per ottenere l'obbedienza della popolazione, il suo dominio su di essa e quindi per mantenere l'ordine. Tuttavia, questo monopolio è limitato a una determinata area geografica, e infatti questa limitazione a un'area particolare è una delle cose che definisce uno Stato". 
In altre parole, Weber descrive lo Stato come un'organizzazione che detiene il diritto esclusivo di usare, minacciare o autorizzare la coercizione contro singoli residenti del proprio territorio. Tale utilizzo della forza pubblica avviene attraverso un processo di legittimazione, la cui nascita risale al pactum societatis - teorizzato dai monarcomachi e dai filosofi del costituzionalismo e dello Stato liberale - ma che deve sempre perpetuamente rinnovarsi, mediante il consenso dei consociati da un lato ed il rispetto dello Stato di diritto da parte dell'autorità pubblica.